# Olympische Winterspiele 2010/Skispringen
Bei den XXI. Olympischen Winterspielen 2010 in Vancouver (Kanada) fanden drei Wettbewerbe Skispringen statt. Letztmals waren die Frauen dabei noch ausgeschlossen. Austragungsort war der Whistler Olympic Park in Whistler, rund 125 km nördlich von Vancouver.

## Bilanz

### Medaillenspiegel

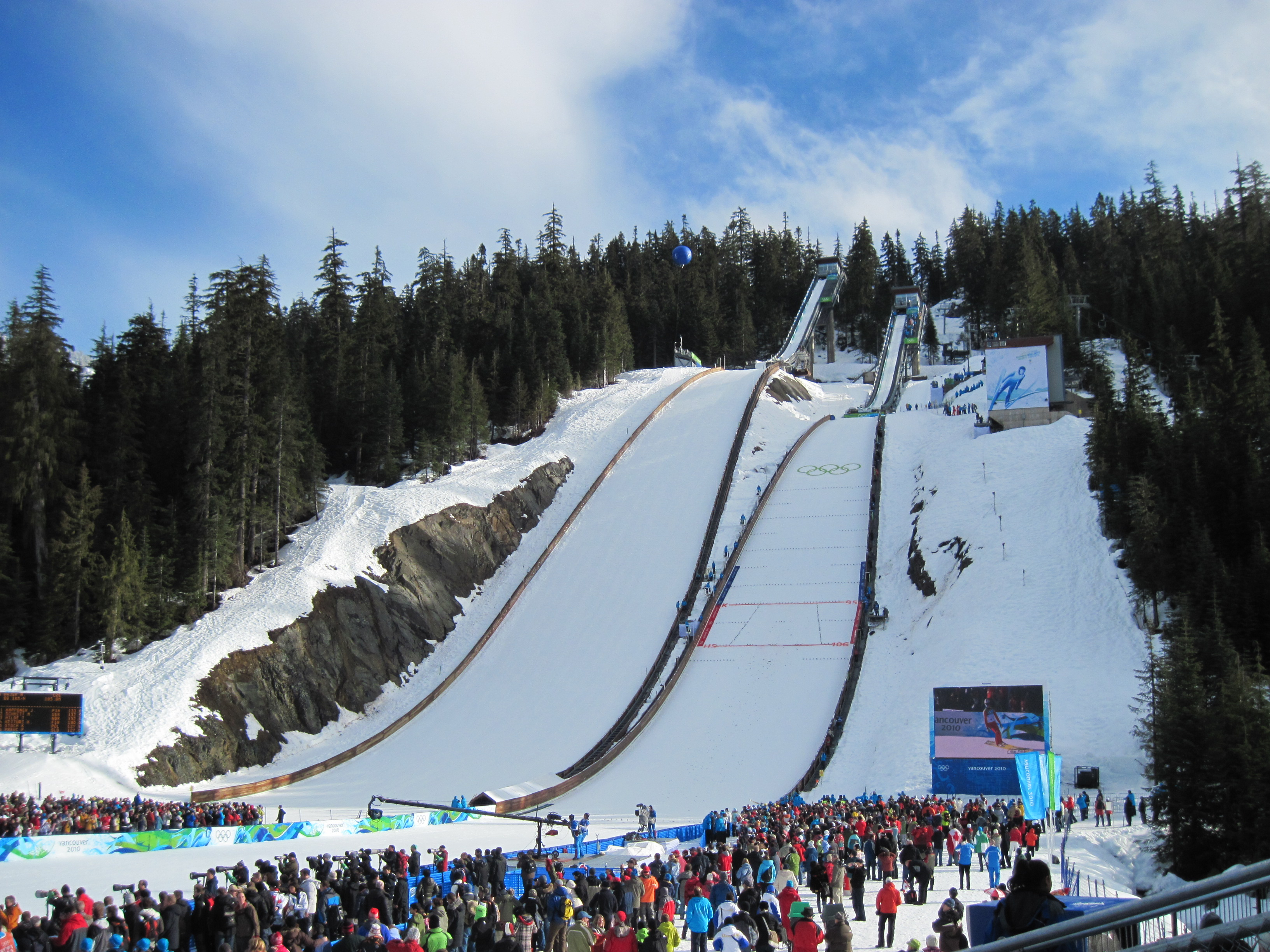
Skisprunganlage

| Platz | Land        | Gold | Silber | Bronze | Gesamt |
| ----- | ----------- | ---- | ------ | ------ | ------ |
| 1     | Schweiz     | 2    | –      | –      | 2      |
| 2     | Österreich  | 1    | –      | 2      | 3      |
| 3     | Polen       | –    | 2      | –      | 2      |
| 4     | Deutschland | –    | 1      | –      | 1      |
| 5     | Norwegen    | –    | –      | 1      | 1      |

### Medaillengewinner
| Konkurrenz    | Gold                                                                       | Silber                                                          | Bronze                                                         |
| ------------- | -------------------------------------------------------------------------- | --------------------------------------------------------------- | -------------------------------------------------------------- |
| Normalschanze | Simon Ammann                                                               | Adam Małysz                                                     | Gregor Schlierenzauer                                          |
| Großschanze   | Simon Ammann                                                               | Adam Małysz                                                     | Gregor Schlierenzauer                                          |
| Mannschaft    | Andreas Kofler, Wolfgang Loitzl, Thomas Morgenstern, Gregor Schlierenzauer | Michael Neumayer, Martin Schmitt, Michael Uhrmann, Andreas Wank | Anders Bardal, Johan Remen Evensen, Tom Hilde, Anders Jacobsen |

## Ergebnisse

### Normalschanze
| Platz | Land        | Sportler                     | Weiten (m)    | Punkte |
| ----- | ----------- | ---------------------------- | ------------- | ------ |
| 1     | Schweiz     | Simon Ammann                 | 105,0 / 108,0 | 276,5  |
| 2     | Polen       | Adam Małysz                  | 103,5 / 105,0 | 269,5  |
| 3     | Österreich  | Gregor Schlierenzauer        | 101,5 / 106,5 | 268,0  |
| 4     | Finnland    | Janne Ahonen                 | 102,0 / 104,0 | 263,0  |
| 5     | Deutschland | Michael Uhrmann              | 103,5 / 102,0 | 262,5  |
| 6     | Slowenien   | Robert Kranjec               | 102,0 / 102,5 | 259,5  |
| 7     | Slowenien   | Peter Prevc                  | 100,0 / 104,5 | 259,0  |
| 8     | Österreich  | Thomas Morgenstern           | 102,0 / 101,5 | 258,5  |
| 9     | Norwegen    | Anders Jacobsen              | 099,5 / 104,0 | 257,0  |
| 10    | Deutschland | Martin Schmitt               | 099,5 / 103,5 | 256,0  |
| 11    | Österreich  | Wolfgang Loitzl              | 100,0 / 102,5 | 255,0  |
| 12    | Norwegen    | Tom Hilde                    | 100,0 / 101,5 | 252,0  |
| 12    | Tschechien  | Roman Koudelka               | 101,5 / 100,5 | 252,0  |
| 14    | Tschechien  | Jakub Janda                  | 101,0 / 099,5 | 250,5  |
| 15    | Japan       | Daiki Itō                    | 100,5 / 100,0 | 249,5  |
| 16    | Deutschland | Michael Neumayer             | 101,0 / 099,5 | 247,0  |
| 17    | Japan       | Noriaki Kasai                | 099,0 / 100,5 | 244,5  |
| 18    | Norwegen    | Anders Bardal                | 098,0 / 100,0 | 242,5  |
| 19    | Österreich  | Andreas Kofler               | 098,0 / 098,5 | 241,5  |
| 19    | Finnland    | Janne Happonen               | 097,5 / 100,0 | 241,5  |
| 21    | Tschechien  | Antonín Hájek                | 098,5 / 098,0 | 239,5  |
| 22    | Finnland    | Kalle Keituri                | 097,0 / 099,5 | 238,0  |
| 23    | Norwegen    | Bjørn Einar Romøren          | 098,5 / 096,0 | 235,0  |
| 24    | Frankreich  | Emmanuel Chedal              | 099,0 / 096,5 | 234,5  |
| 24    | Slowenien   | Primož Pikl                  | 097,5 / 097,5 | 234,5  |
| 26    | Russland    | Denis Kornilow               | 098,0 / 096,5 | 232,5  |
| 27    | Polen       | Kamil Stoch                  | 098,5 / 096,5 | 232,0  |
| 28    | Frankreich  | Vincent Descombes Sevoie     | 096,0 / 097,0 | 230,0  |
| 29    | Italien     | Sebastian Colloredo          | 096,0 / 096,5 | 229,0  |
| 29    | Kasachstan  | Nikolai Karpenko             | 096,0 / 097,0 | 229,0  |
| 31    | Deutschland | Pascal Bodmer                | 095,5 / 0–    | 112,5  |
| 31    | Polen       | Stefan Hula                  | 095,0 / 0–    | 112,5  |
| 33    | Russland    | Pawel Karelin                | 095,0 / 0–    | 111,5  |
| 34    | Japan       | Taku Takeuchi                | 094,5 / 0–    | 110,5  |
| 35    | Schweiz     | Andreas Küttel               | 094,0 / 0–    | 110,0  |
| 36    | Polen       | Krzysztof Miętus             | 094,0 / 0–    | 109,0  |
| 37    | Japan       | Shōhei Tochimoto             | 093,5 / 0–    | 108,5  |
| 38    | Slowenien   | Jernej Damjan                | 093,5 / 0–    | 108,0  |
| 38    | Tschechien  | Lukáš Hlava                  | 094,0 / 0–    | 108,0  |
| 40    | Südkorea    | Kim Hyun-ki                  | 093,0 / 0–    | 107,0  |
| 41    | USA         | Nicholas Alexander           | 093,5 / 0–    | 106,5  |
| 41    | USA         | Peter Frenette               | 093,0 / 0–    | 106,5  |
| 43    | Italien     | Andrea Morassi               | 092,5 / 0–    | 106,0  |
| 44    | Kasachstan  | Alexei Koroljow              | 093,0 / 0–    | 105,0  |
| 45    | Ukraine     | Witalij Schumbarez           | 092,0 / 0–    | 104,5  |
| 46    | Russland    | Dmitri Gennadjewitsch Ipatow | 091,0 / 0–    | 102,5  |
| 47    | Frankreich  | David Lazzaroni              | 090,5 / 0–    | 101,0  |
| 48    | Südkorea    | Choi Heung-chul              | 087,5 / 0–    | 095,0  |
| 49    | USA         | Anders Johnson               | 086,5 / 0–    | 092,5  |
| 50    | Ukraine     | Wolodymyr Boschtschuk        | 087,5 / 0–    | 091,5  |
| DSQ   | Finnland    | Harri Olli                   |               |        |

Nach der Qualifikation ausgeschieden
| Platz | Land       | Sportler               | Weite (m) | Punkte |
| ----- | ---------- | ---------------------- | --------- | ------ |
| 52    | Slowakei   | Tomáš Zmoray           | 94,0      | 107,5  |
| 53    | Südkorea   | Choi Yong-jik          | 93,5      | 107,0  |
| 54    | Kanada     | MacKenzie Boyd-Clowes  | 92,5      | 105,0  |
| 55    | Russland   | Ilja Rosljakow         | 92,0      | 104,5  |
| 56    | Kanada     | Trevor Morrice         | 92,0      | 103,5  |
| 57    | Kanada     | Stefan Read            | 91,5      | 103,0  |
| 58    | Ukraine    | Oleksandr Lasarowytsch | 90,5      | 100,0  |
| 59    | Kanada     | Eric Mitchell          | 89,0      | 098,5  |
| 60    | Frankreich | Alexandre Mabboux      | 89,0      | 097,5  |
| DSQ   | Italien    | Roberto Dellasega      |           |        |

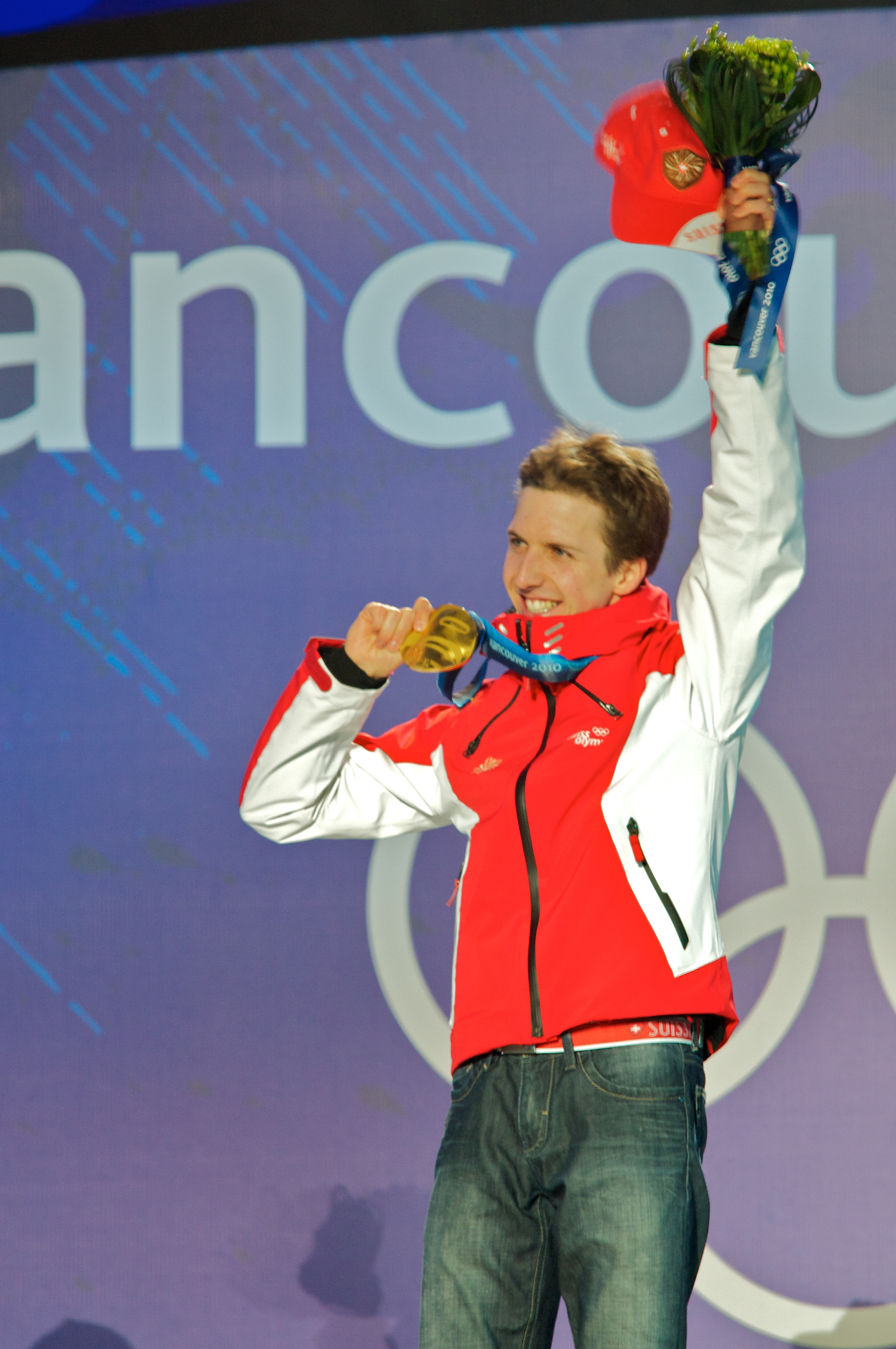
Simon Ammann nach der Medaillenübergabe

Qualifikation: 12. Februar 2010, 10:00 Uhr 

Wettkampf: 13. Februar 2010, 09:45 Uhr 

Hillsize: 106 m; K-Punkt: 95 m 

61 Teilnehmer aus 18 Ländern, davon 50 in der Wertung.
Dieser Skisprungwettbewerb war zugleich die erste Entscheidung der Winterspiele 2010. Die Qualifikation fand mehrere Stunden vor der eigentlichen Eröffnung der Spiele statt. Das höchstmögliche Kontingent von vier Athleten stellten elf Nationen. Für die Schweiz hatten sich nur zwei Athleten für die Olympischen Spiele qualifiziert, Andreas Küttel, amtierender Weltmeister auf der Großschanze, sowie der Weltcupführende Simon Ammann. In der Qualifikation gab es keine überraschenden Ausfälle – unter den zehn Athleten, die nicht den ersten Durchgang erreichten, befand sich keiner der besten 40 im Gesamtweltcup. Den weitesten Sprung mit 107 Metern zeigte der Österreicher Gregor Schlierenzauer, der neben Ammann zu den Topfavoriten zählte. Da er wie alle anderen Top-Ten-Athleten des Gesamtweltcups vorqualifiziert war, wurde der Deutsche Michael Uhrmann offiziell als Sieger der Qualifikation geführt. Er hatte, bei längerem Anlauf als die Favoriten, eine Weite von 106 Metern gestanden und sich damit an die Spitze des Feldes, das sich noch qualifizieren musste, gesetzt. Neben Uhrmann platzierten sich zwei weitere Deutsche unter den besten Zehn der Qualifikation: Michael Neumayer als Dritter sowie Martin Schmitt als Neunter. Die Österreicher waren allesamt vorqualifiziert, ebenso Ammann; dessen Teamkollege Küttel erreichte als 23. ebenfalls ohne Mühe das Finale. Wegen Punktgleichheit auf dem letzten Qualifikationsplatz wurden schließlich 51 Springer zum Wettkampf zugelassen. Der Italiener Roberto Dellasega wurde wegen unkorrektem Sprunganzug disqualifiziert. Aus gleichem Grund wurde später im Wettkampf der Finne Harri Olli disqualifiziert.
Am ersten Finaldurchgang nahmen 51 statt wie geplant 50 Skispringer teil, da zwei Athleten in der Qualifikation punktgleich den 50. Rang belegt hatten. Der Wettkampf begann ohne kanadische Beteiligung – alle vier Kanadier waren in der Qualifikation gescheitert – um 18:45 Uhr. Im Vergleich zur Qualifikation verkürzte die Jury den Anlauf, außerdem gab es keinen unterstützenden Aufwind, sodass die ersten Weiten zunächst deutlich unter 90 Metern lagen. Der erste Springer, der bei über 100 Metern landete, war der Tscheche Roman Koudelka, der dementsprechend längere Zeit die Führung hielt. Während der erste Schweizer Küttel schon im ersten Durchgang mit einem Sprung auf 94 Meter ausschied, gelangen sowohl Schmitt als auch Neumayer gute Versuche um die 100 Meter. Eine deutliche Bestweite von 103,5 Metern setzte Uhrmann, der damit auch die Führung übernahm. Im Gegensatz dazu verlief der erste olympische Auftritt seines Mannschaftskameraden Pascal Bodmer eher unglücklich. Wegen eines Anzugproblemes – der Reißverschluss seines Trikots war herausgerissen, sodass der Anzug oben offen stand – durfte er zunächst nicht starten und absolvierte seinen Sprung erst, nachdem alle anderen Athleten den Durchgang beendet hatten. Er kam dann auf 95,5 Meter, wodurch er den Einzug in den Finaldurchgang um einen Rang verpasste. Auch einige der Österreicher wiederholten nicht ihre Leistungen aus der bisherigen Saison: Wolfgang Loitzl und Andreas Kofler verpassten im ersten Durchgang die Top Ten. Auch die beiden anderen Österreicher kamen nicht an Uhrmanns Weite heran, die bis zum letzten Springer den Spitzenwert markierte, denn Ammanns Versuch auf 105 Meter reichte, um die Führung zu übernehmen.
Zu Beginn des zweiten Durchgangs wechselten die Führenden oft, da jeder Springer einen Vorsprung auf alle bisherigen mitnahm. Zunächst blieben die Weiten ähnlich in einem engen Bereich um die 100 Meter, in dem auch Kofler landete und sich somit nicht verbessern konnte. Mit Schmitt, dem Norweger Anders Jacobsen sowie dem Slowenen Peter Prevc absolvierten dann drei Athleten hintereinander einen Sprung von jeweils über 103 Metern. Alle drei verbesserten sich damit um einige Ränge und platzierten sich später in den Top Ten; Prevc war von ihnen als Siebter mit 104,5 Metern der beste. Einen noch weiteren Versuch legte erst Schlierenzauer hin, der nach dem ersten Durchgang lediglich auf dem siebten Rang geführt war. Mit 106,5 Metern behielt er jedoch weiterhin Chancen auf eine Medaille, da von den folgenden drei Athleten keiner an seine Weite herankam. Erst der Pole Adam Małysz verdrängte Schlierenzauer mit einem Sprung auf 105 Meter von der Spitzenposition. Nachdem Uhrmann mit einem 102-Meter-Sprung zurückgefallen war, stand fest, dass Małysz und Schlierenzauer eine Medaille sicher hatten. Für diese beiden Athleten wurde es schließlich Silber und Bronze, weil Ammann mit 108 Metern den weitesten Sprung des Tages zeigte und sich den Olympiasieg als Bester in beiden Durchgängen deutlich sicherte. Für ihn war es nach seinem Doppelolympiasieg von 2002 bereits die dritte Goldmedaille.

### Großschanze
| Platz | Land        | Sportler                 | Weiten (m)    | Punkte |
| ----- | ----------- | ------------------------ | ------------- | ------ |
| 1     | Schweiz     | Simon Ammann             | 144,0 / 138,0 | 283,6  |
| 2     | Polen       | Adam Małysz              | 137,0 / 133,5 | 269,4  |
| 3     | Österreich  | Gregor Schlierenzauer    | 130,5 / 136,0 | 262,2  |
| 4     | Österreich  | Andreas Kofler           | 131,5 / 135,0 | 261,2  |
| 5     | Österreich  | Thomas Morgenstern       | 129,5 / 129,5 | 246,7  |
| 6     | Deutschland | Michael Neumayer         | 130,0 / 130,0 | 245,5  |
| 7     | Tschechien  | Antonín Hájek            | 128,0 / 129,0 | 240,6  |
| 8     | Japan       | Noriaki Kasai            | 121,5 / 135,0 | 239,2  |
| 9     | Slowenien   | Robert Kranjec           | 118,5 / 135,5 | 233,7  |
| 10    | Österreich  | Wolfgang Loitzl          | 129,5 / 121,5 | 230,3  |
| 11    | Norwegen    | Tom Hilde                | 124,0 / 126,5 | 227,9  |
| 12    | Norwegen    | Anders Jacobsen          | 128,0 / 122,5 | 226,4  |
| 13    | Frankreich  | Emmanuel Chedal          | 118,5 / 131,5 | 225,5  |
| 14    | Polen       | Kamil Stoch              | 126,0 / 123,5 | 224,1  |
| 15    | Norwegen    | Johan Remen Evensen      | 123,5 / 126,0 | 223,6  |
| 16    | Slowenien   | Peter Prevc              | 124,5 / 124,0 | 222,3  |
| 17    | Tschechien  | Jakub Janda              | 126,5 / 121,5 | 221,4  |
| 18    | Finnland    | Harri Olli               | 117,0 / 129,0 | 217,8  |
| 19    | Polen       | Stefan Hula              | 122,5 / 124,0 | 217,2  |
| 20    | Japan       | Daiki Itō                | 117,0 / 128,5 | 216,9  |
| 21    | Frankreich  | Vincent Descombes Sevoie | 120,0 / 124,0 | 211,6  |
| 22    | Norwegen    | Anders Bardal            | 119,0 / 124,0 | 211,4  |
| 23    | Tschechien  | Roman Koudelka           | 117,5 / 125,0 | 208,5  |
| 24    | Schweiz     | Andreas Küttel           | 121,5 / 119,0 | 204,9  |
| 25    | Deutschland | Michael Uhrmann          | 122,5 / 116,5 | 202,7  |
| 26    | Finnland    | Matti Hautamäki          | 134,0 / 104,0 | 202,4  |
| 27    | Italien     | Sebastian Colloredo      | 118,5 / 120,5 | 202,2  |
| 28    | Deutschland | Andreas Wank             | 127,5 / 110,0 | 200,5  |
| 29    | Slowenien   | Mitja Mežnar             | 119,0 / 118,5 | 198,5  |
| 30    | Deutschland | Martin Schmitt           | 122,5 / 108,0 | 182,4  |
| 31    | Finnland    | Janne Ahonen             | 125,0 / DNS   | 111,0  |
| 32    | USA         | Peter Frenette           | 114,5 / –     | 090,6  |
| 33    | Slowenien   | Jernej Damjan            | 114,0 / –     | 089,7  |
| 34    | Frankreich  | David Lazzaroni          | 112,0 / –     | 085,6  |
| 35    | Russland    | Denis Kornilow           | 111,5 / –     | 085,2  |
| 36    | Polen       | Krzysztof Miętus         | 111,5 / –     | 084,7  |
| 37    | Japan       | Taku Takeuchi            | 110,5 / –     | 083,9  |
| 38    | Russland    | Pawel Karelin            | 109,0 / –     | 080,2  |
| 39    | Kasachstan  | Alexei Koroljow          | 108,5 / –     | 079,8  |
| 40    | USA         | Nicholas Alexander       | 109,0 / –     | 079,2  |
| 41    | Tschechien  | Martin Cikl              | 108,0 / –     | 078,4  |
| 42    | Südkorea    | Kim Hyun-ki              | 107,5 / –     | 078,0  |
| 43    | Slowakei    | Tomáš Zmoray             | 108,0 / –     | 077,4  |
| 44    | Russland    | Ilja Rosljakow           | 105,5 / –     | 073,9  |
| 45    | Japan       | Shōhei Tochimoto         | 105,5 / –     | 073,4  |
| 46    | Kanada      | Stefan Read              | 104,5 / –     | 071,6  |
| 47    | Russland    | Dmitri Ipatow            | 100,5 / –     | 063,9  |
| 48    | Italien     | Andrea Morassi           | 100,5 / –     | 059,9  |
| 49    | Südkorea    | Choi Heung-chul          | 098,5 / –     | 056,3  |
| DSQ   | Finnland    | Janne Happonen           |               |        |

Nach der Qualifikation ausgeschieden
| Platz | Land       | Sportler               | Weite (m) | Punkte |
| ----- | ---------- | ---------------------- | --------- | ------ |
| 51    | Kasachstan | Nikolai Karpenko       | 119,0     | 100,2  |
| 52    | USA        | Anders Johnson         | 117,0     | 095,6  |
| 53    | Ukraine    | Oleksandr Lasarowytsch | 116,5     | 094,2  |
| 54    | Italien    | Roberto Dellasega      | 113,5     | 087,8  |
| 55    | Kanada     | MacKenzie Boyd-Clowes  | 111,0     | 083,8  |
| 56    | Südkorea   | Choi Yong-jik          | 110,5     | 083,4  |
| 57    | Ukraine    | Wolodymyr Boschtschuk  | 109,5     | 081,1  |
| 58    | Frankreich | Alexandre Mabboux      | 107,0     | 076,1  |
| 59    | Kanada     | Trevor Morrice         | 106,0     | 073,8  |
| 60    | Ukraine    | Witalij Schumbarez     | 102,0     | 065,6  |
| 61    | Kanada     | Eric Mitchell          | 093,0     | 047,4  |

Qualifikation: 19. Februar 2010, 10:00 Uhr 

Wettkampf: 20. Februar 2010, 11:30 Uhr 

Hillsize: 140 m; K-Punkt: 125 m 

61 Teilnehmer aus 18 Ländern, davon 50 in der Wertung.
Der Finne Janne Ahonen lag nach dem ersten Durchgang auf Rang 16 (mit 111 m und 125,0 Punkten), doch trat er wegen Knieproblemen zum zweiten Durchgang nicht mehr an. Im zweiten Durchgang starteten dennoch 30 Springer, da im ersten Durchgang zwei Teilnehmer gleichauf auf Platz 30 gelegen hatten. Matti Hautamäki erlebte einen bitteren Absturz als Dritter nach dem ersten Durchgang mit 131,7 Punkten auf Rang 26, wie überhaupt das finnische Team mit Rang 18 von Harri Olli ein Debakel erlebte. Zudem wurde Janne Happonen wegen unkorrektem Sprunganzug im ersten Durchgang disqualifiziert. Auch Norwegen erlitt eine schwere Niederlage mit Rang 11 für Tom Hilde als Besten. Wie auf der Normalschanze gewann Ammann vor Małysz und Schlierenzauer.

### Mannschaftsspringen
| Platz                               | Land / Sportler                                                                       | Weiten (m)                                              | Punkte |
| ----------------------------------- | ------------------------------------------------------------------------------------- | ------------------------------------------------------- | ------ |
| 1                                   | Österreich Wolfgang Loitzl Andreas Kofler Thomas Morgenstern Gregor Schlierenzauer    | 138,0 / 138,5 132,0 / 142,0 135,5 / 135,0 140,5 / 146,5 | 1107,9 |
| 2                                   | Deutschland Michael Neumayer Andreas Wank Martin Schmitt Michael Uhrmann              | 137,0 / 133,5 128,5 / 139,0 128,0 / 122,0 135,0 / 140,0 | 1035,8 |
| 3                                   | Norwegen Anders Bardal Tom Hilde Johan Remen Evensen Anders Jacobsen                  | 128,0 / 127,0 127,5 / 139,0 131,5 / 129,5 138,0 / 140,5 | 1030,3 |
| 4                                   | Finnland Matti Hautamäki Janne Happonen Kalle Keituri Harri Olli                      | 133,5 / 130,0 128,5 / 139,0 123,0 / 132,0 134,0 / 134,5 | 1014,6 |
| 5                                   | Japan Daiki Itō Taku Takeuchi Shōhei Tochimoto Noriaki Kasai                          | 129,5 / 133,5 125,5 / 129,5 128,0 / 132,0 133,5 / 140,0 | 1007,7 |
| 6                                   | Polen Stefan Hula Łukasz Rutkowski Kamil Stoch Adam Małysz                            | 129,0 / 127,5 123,0 / 127,5 126,5 / 134,5 136,5 / 139,5 | 0996,7 |
| 7                                   | Tschechien Antonín Hájek Roman Koudelka Lukáš Hlava Jakub Janda                       | 129,0 / 135,0 131,0 / 135,5 125,0 / 126,0 128,0 / 129,0 | 0981,8 |
| 8                                   | Slowenien Primož Pikl Mitja Mežnar Peter Prevc Robert Kranjec                         | 124,0 / 119,5 126,5 / 131,0 132,0 / 127,5 129,0 / 139,0 | 0958,8 |
| nach dem 1. Durchgang ausgeschieden |                                                                                       |                                                         |        |
| 9                                   | Frankreich Vincent Descombes Sevoie David Lazzaroni Alexandre Mabboux Emmanuel Chedal | 125,0 108,5 127,5                                       | 0419,8 |
| 10                                  | Russland Pawel Karelin Denis Kornilow Ilja Rosljakow Dmitri Ipatow                    | 114,5 129,5 119,5 118,5                                 | 0414,1 |
| 11                                  | Vereinigte Staaten Anders Johnson Peter Frenette Taylor Fletcher Nicholas Alexander   | 115,5 124,5 088,5 119,0                                 | 0340,0 |
| 12                                  | Kanada MacKenzie Boyd-Clowes Trevor Morrice Eric Mitchell Stefan Read                 | 105,0 101,0 102,0 114,0                                 | 0294,6 |

Datum: 22. Februar 2010, 10:00 Uhr 

Hillsize: 140 m; K-Punkt: 125 m 

12 Teams am Start, alle in der Wertung.